# Pleurostachys calyptrocaryoides
Pleurostachys calyptrocaryoides är en halvgräsart som beskrevs av Gross. Pleurostachys calyptrocaryoides ingår i släktet Pleurostachys och familjen halvgräs. Inga underarter finns listade i Catalogue of Life.